# D.W. Leerbeck
David Wilhelm Leerbeck (også David Vilhelm) (født 27. september 1855, død 22. november 1904) var en dansk historicistisk arkitekt, som især var aktiv på Frederiksberg.
Han var søn af Christian Marcus Peder Leerbeck (død 1887), der var inspektør ved Frederiks Hospital, og Vilhelmine Leerbeck, f. Sørensen. Hans bror, Christian Martin Leerbeck, var tømrermester og senere skolebetjent.
Han var gift med Amalie, født Lunge.

## Udvalgte værker
- Ejendommen Frederiksberg Allé 8-10 (1885)
- Herrens Kirke, Kong Georgs Vej 3 (1885-86, nedrevet 1960)
- Evangeliekirken (opr. Kristi Kirke), Worsaaesvej (indtil 1929: Sophievej) 5 (1890)
- Adventkirken Ebenezer, Suomisvej 5 (opr. Margrethevej) (1895-96)
- Fredskapellet, Howitzvej (opr. Lampevej) (1896-97, nedrevet)
- Hjem for arbejdsdygtige blinde Kvinder, Mariendalsvej 30 (1900)
- Chr. Jørgensen & Cos Pensel-, Børste og Piasavafabrik, Nitivej 8 (1903, nedrevet)